# Oliba Pool
Der Oliba Pool ist ein See im Westen des australischen Bundesstaates Western Australia. 
Der See liegt im Verlauf des Murchison River nordöstlich der Siedlung Moorarie.